# Акселератор PHP
Акселератор PHP  — програма, що прискорює виконання сценаріїв PHP інтерпретатором шляхом кешування їх байткоду.

## Принцип роботи
Як виглядає обробка сценарію на PHP звичайним інтерпретатором: 
1. Читання файлу
2. Генерація байткоду
3. Виконання коду
4. Видача результату

При цьому процес генерації байткоду виконується кожного разу і забирає багато часу обробки сценарію.
Для обходу цього вузького місця були розроблені акселератори PHP  — модулі, що кешують скомпільований байт-код в пам'яті та/або на диску і в значно збільшують продуктивність PHP.

## Існуючі рішення

### Alternative PHP Cache
The Alternative PHP Cache  — безкоштовний і відкритий opcode кешер для PHP. Він був задуманий, як безкоштовний, відкритий і стабільний фреймворк для кешування та оптимізації вихідного коду PHP.
Проект живе і розвивається. Підтримує PHP4 та PHP5, включаючи 5.3.
Це розширення PECL (див. "Установка розширень PECL" ) не поставляється разом з PHP.
Імовірно буде включений в ядро PHP 6. Використовується на серверах Вікіпедії.
Остання стабільна версія: 3.1.9 (від 2011-05-14) 

### eAccelerator
eAccelerator  — це вільний відкритий проект, який виконує ролі акселератора, оптимізатора та розпакувальника. Також вбудовані функції динамічного кешування контенту. Є можливість оптимізації PHP-скриптів для прискорення їх виконання.
Підтримує PHP4 та PHP5, включаючи 5.3.
Остання версія: 0.9.6.1 від 31 травня 2010.

### PhpExpress
Пропріетарний проект. PhpExpress є безкоштовним прискорювачем обробки PHP скриптів на вебсервері. PhpExpress також забезпечує підтримку завантаження файлів закодованих за допомогою . Модуль простий в установці і використанні, при цьому  PhpExpress забезпечує значне збільшення швидкодії скриптів PHP. Файли компілюються в байт-код і кешуються в оперативній пам'яті сервера. Поширюється програма безкоштовно і без обмежень.
Остання версія: 3.0 від  2010. Підтримує PHP4 та PHP5, включно з 5.3

### XCache
Остання версія: 1.3.2 від 2011-06-04
Проект живе і розвивається. Підтримує PHP4 та PHP5, включаючи  5.3

### Windows Cache Extension for PHP
PHP-акселератор для Internet Information Server від Microsoft (BSD License). На 22.11.2011 для завантаження пропонувалася версія 1.1 для 32-бітних систем. Windows Cache Extension for PHP підтримує лише PHP  (5.2 та 5.3).

## См. також
- PHP
- Кешування
- Memcached
- PHP-FPM